# Paulo Roberto Falcão
Paulo Roberto Falcão, vagy csak Falcão (Abelardo Luz, 1953. október 16. –), calabriai származású brazil labdarúgó-középpályás, edző.
A brazil válogatott tagjaként részt vett az 1972. évi nyári olimpiai játékokon, az 1982-es és az 1986-os labdarúgó-világbajnokságon, előbbin a torna csapatába is bekerült. A kolumbiai Radamel Falcao róla kapta a nevét.
2004-ben Pelé beválasztotta a 125 legjobb élő labdarúgót tartalmazó FIFA 100 listára, 1999-ben a World Soccer Magazine is felhelyezte a 100-as listára.